# لولينيا
لولينها (باللغة البرتغالية:Lulinha) واسمه بالكامل لويس مارسيلو مورايس دي رايس (باللغة البرتغالية:Luiz Marcelo Morais dos Reis)، لاعب كرة قدم برازيلي مواليد 10 أبريل 1990 . لعب مع كورينثيانز 83 مباراة سجل من خلالها 4 أهداف ولعب للمنتخب البرازيلي تحت 17 عام في كاس القارة الأمريكية الجنوبية للناشئين عام 2007 وسجل 12 اهداف في 7 مباريات.
يبلغ هذا اللاعب 170 سنتيمتراً من الطول ويستطيع اللعب خلف المهاجمين وعلى الأجنحة ويمتاز بمهارات عالية وحس تهديفي.
انضم لولينها إلى نادي كورينثيانز عندما كان في الثامنة من العمر ولعب في معظم فئاته العمرية حتى تمت ترقيته للفريق الأول ليلعب في الدرجة الأولى البرازيلية بعد أدائه الراقي الذي قدمه في كوبا أمريكا تحت 17 عاماً لعام 2007. فجائت مباراته الأولى كمحترف في مطلع العام 2007 قبل بلوغه السابعة عشرة بنيف.
و نظراً لقلة مشاركاته في الفريق كأساسي وبقائه معظم الوقت على دكة الاحتياط تمت إعارته إلى نادي دجي دي استوريل برايا البرتغالي الذي يلعب في الدرجة الثانية البرتغالية، مقضياً موسم 2009-2010 مع النادي البرتغالي.
و كي يكتسب مزيداً من الخبرة، ارسلته إدارة نادي كورينثيانز في صيف عام 2010 على سبيل الإعارة إلى نادي أولهانيز البرتغالي الذي يلعب في الدرجة الأولى ليقضي في البرتغال موسماً آخراً ولعب في نادي الشارقة في موسم 2018 .

## مسيرته الرياضية
| اسم النادي                   | السنوات   |
| ---------------------------- | --------- |
| نادي كورينثيانز              | 1998-الآن |
| دجي دي استوريل برايا (إعارة) | 2009-2010 |

## روابط خارجية
- لولينيا على موقع رابطة كرة القدم اليابانية للمحترفين (اليابانية)
- لولينيا على موقع دوري كوريا الجنوبية (الإنجليزية)
- لولينيا على موقع قاعدة بيانات كرة القدم.إي يو (الإنجليزية)
- لولينيا على موقع Soccerway.com (الإنجليزية)
- لولينيا على موقع عالم كرة القدم.نت (الإنجليزية)
- لولينيا على موقع كووورة